# Conyza canadensis
Espèce
Classification phylogénétique
La Vergerette du Canada, Vergerolle du Canada ou encore Érigéron du Canada (Conyza canadensis) est une espèce de plante herbacée annuelle rudérale de la famille des Asteraceae.
Originaire d'Amérique centrale et du nord, elle s'est naturalisée en Europe et est très courante voire localement invasive. C'est l'une des adventices pionnières qui ont développé des souches résistantes à des doses croissantes de glyphosate, que l'on trouve de plus en plus fréquente, voire commune dans les champs, les vignes et les vergers, en ville et en milieu périurbain, sur les friches industrielles et voies ferrées.

Elle se plait dans les endroits chauds et secs et peut se développer dans de petits interstices .

C'est une plante comestible (crue ou cuite) et médicinale (sommités fleuries récoltées en été ou début d'automne).

## Statuts de protection, menaces
En France l'espèce est classée NA (Non applicable) par l'UICN. Elle n'est pas soumise à évaluation car introduite récemment accidentellement d'Amérique en Europe.

## Phytonymie

### Histoire
Le taxon a d'abord été classé, probablement vers 1650, dans le genre Erigeron ; il s'agit d'Erigeron canadensis (Vergerette du Canada) puis plus tard de Erigeron bonariensis (Vergerette de Buenos Aires) originaire d'Amérique du sud introduite au XIXe siècle. Mais sur le continent américain, de nombreuses espèces, voisines de ces deux vergerettes, ont été placées ultérieurement dans le genre Conyza, proche du genre Erigeron. Selon le principe de priorité de la nomenclature botanique les deux espèces européennes devraient conserver leur nom de genre premier (Erigeron), mais selon le jugement scientifique et la tradition, adoptés aux Amériques, elles conservent le genre Conyza.

### Origine du nom
On dit parfois que cette plante servait autrefois à fabriquer des verges (fouets) pour punir les enfants, d'où son nom, mais son nom dérive en réalité de verge (dérivé du latin virga qui signifie pousse), en partie en raison de ses longs rameaux flexibles et souples.

### Synonyme
- Erigeron canadensis L.

## Description

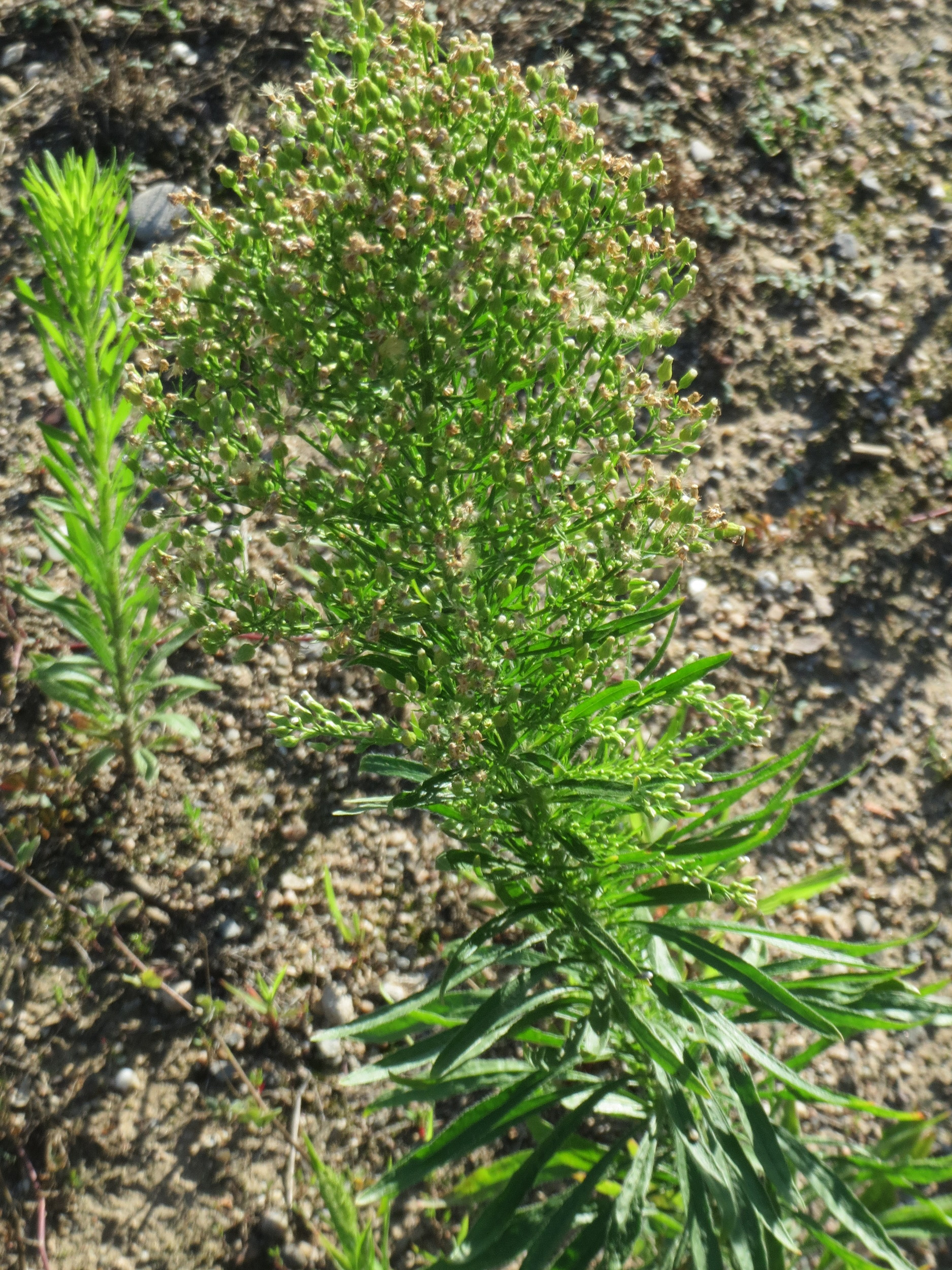
Jeune plant et plant adulte.
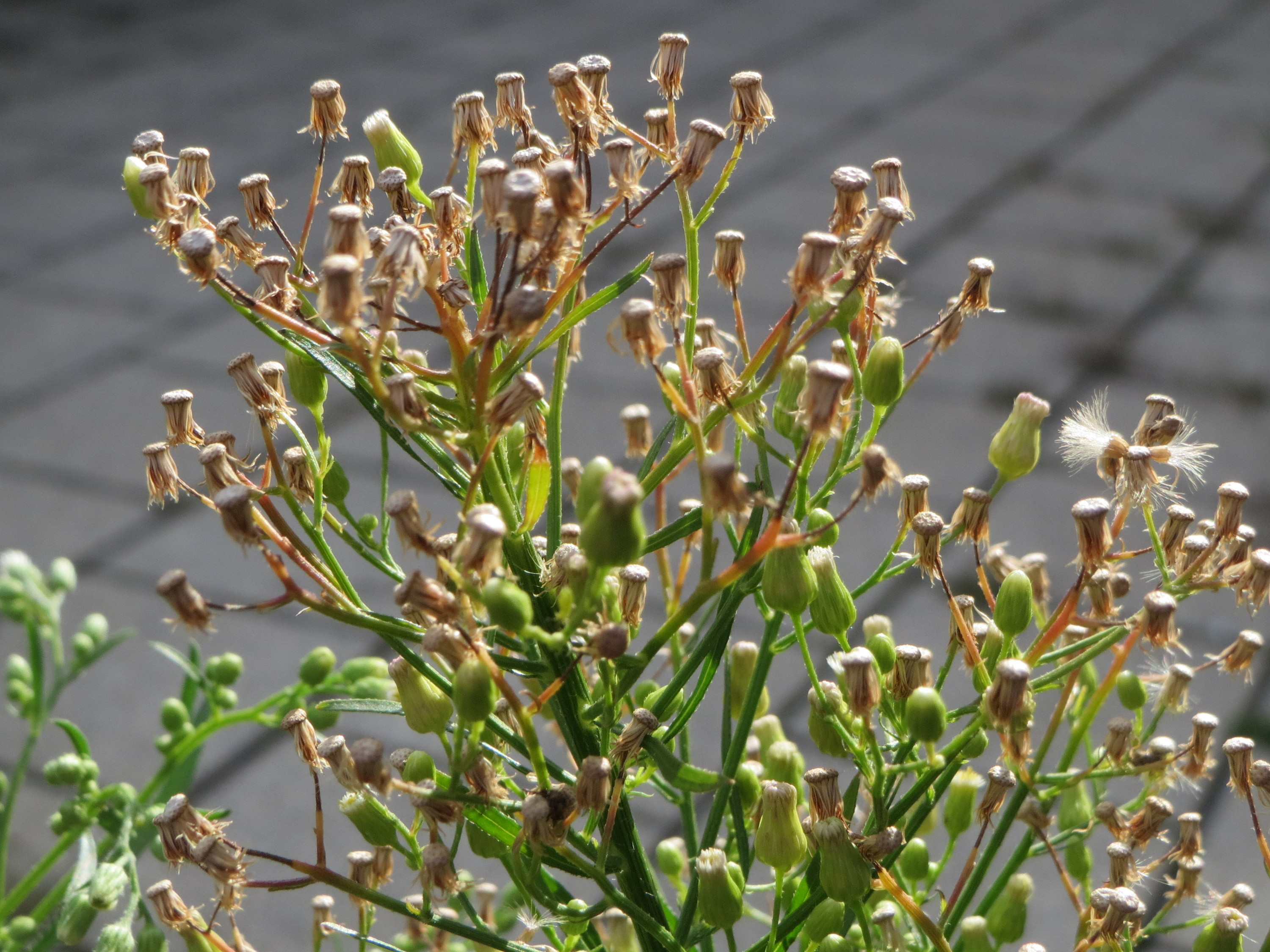
Fleurs et fruits.
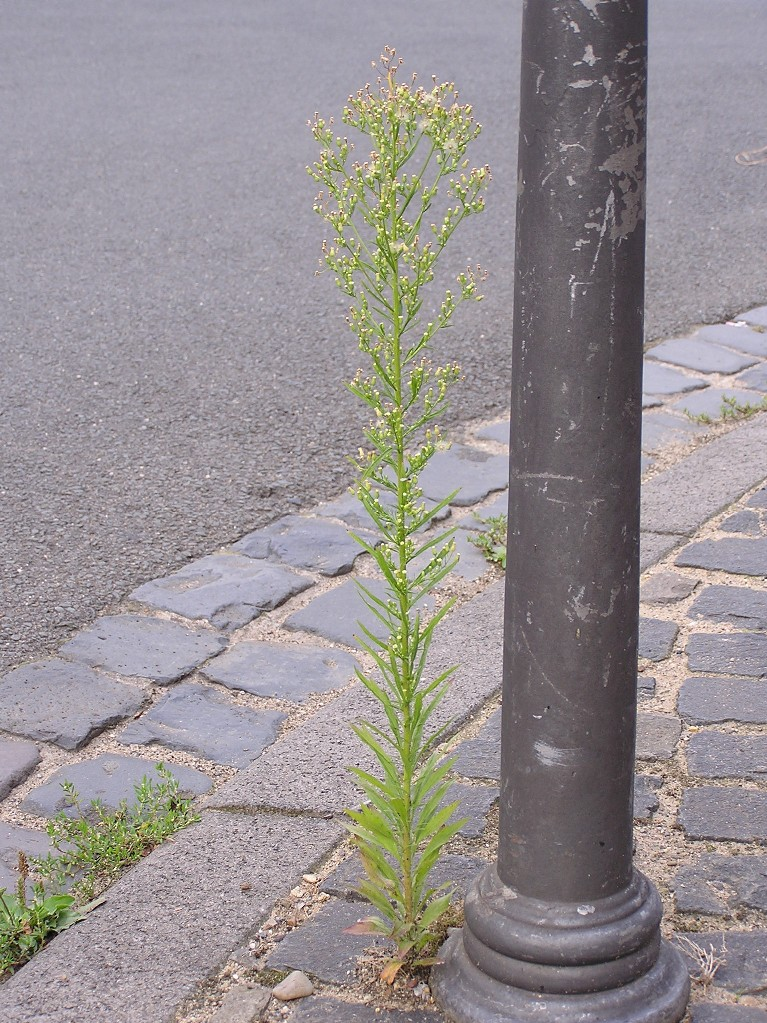
La plante s'est très bien adaptée aux milieux urbains.
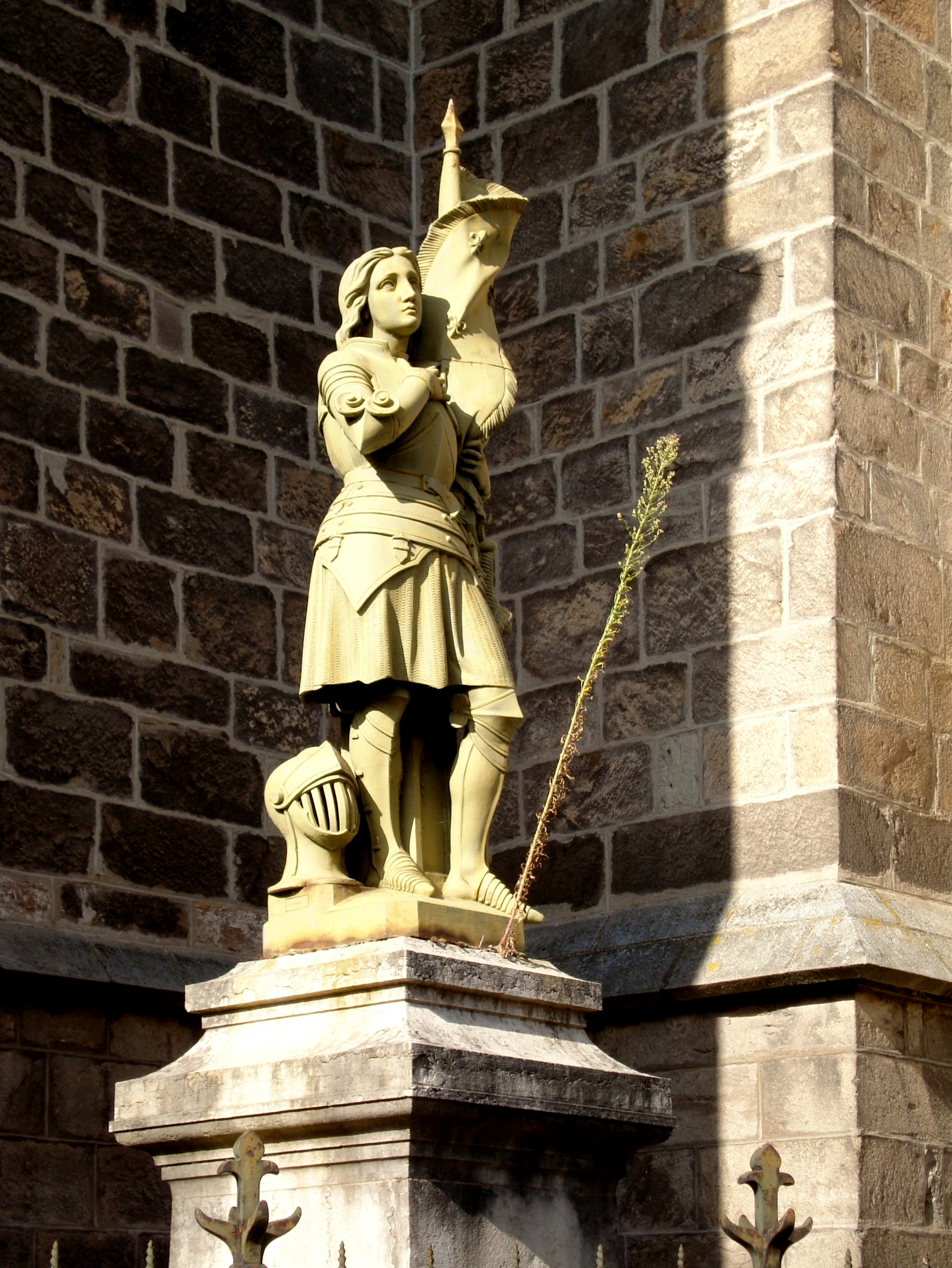
Une vergerette du Canada sur le socle de la statue de Jeanne d'Arc à Montbrison (Loire).

Cette plante annuelle d'un vert cendré, très feuillée a des racines ramifiées et sa tige dressée rameuse, pubescente-hispide peut atteindre 1 m de haut.
Feuilles : elles sont pubescentes, étroitement lancéolées ou presque linéaires, aiguës, à bords entiers ou obscurément dentées.
Organes reproducteurs
- Couleur dominante des fleurs : blanc, jaune
- Période de floraison : août-novembre
- Inflorescence : racème de capitules ; les capitules mesurent moins de 5 mm de diamètre, et ont un goût poivrée sur le bout de la langue.
- Sexualité : hermaphrodite
- Ordre de maturation : protandre
- Pollinisation : entomogame

Graine
- Fruits : akène ; produits en grand nombre, et munis d'une aigrette, ils sont transportés par le vent (anémochorie) sur de très grandes distances.
- Dissémination : anémochore

Elle est difficile à distinguer de certaines autres vergerettes, mais les poils visibles sur ses feuilles sont longs et épars ; ceux qui bordent les contours des feuilles sont disposés à la manière des arêtes sur la colonne vertébrale d'un poisson, ce qui n'est pas le cas chez la vergerette de Sumatra (l'autre vergerette commune en France).

## Habitat type
Friches annuelles européennes. En Suisse, on la trouve parmi les rudérales annuelles du Sisymbrion. Elle occupe le premier stade de succession sur les friches et décombres perturbés. Elle pousse aussi comme adventice des sols légers calcaires, sur les bords de chemins et les murs dans l’Eragrostion. Elle exige une forte chaleur en été, sa zone préférée est celle des vignobles.

## Aire de répartition
Répartition cosmopolite.

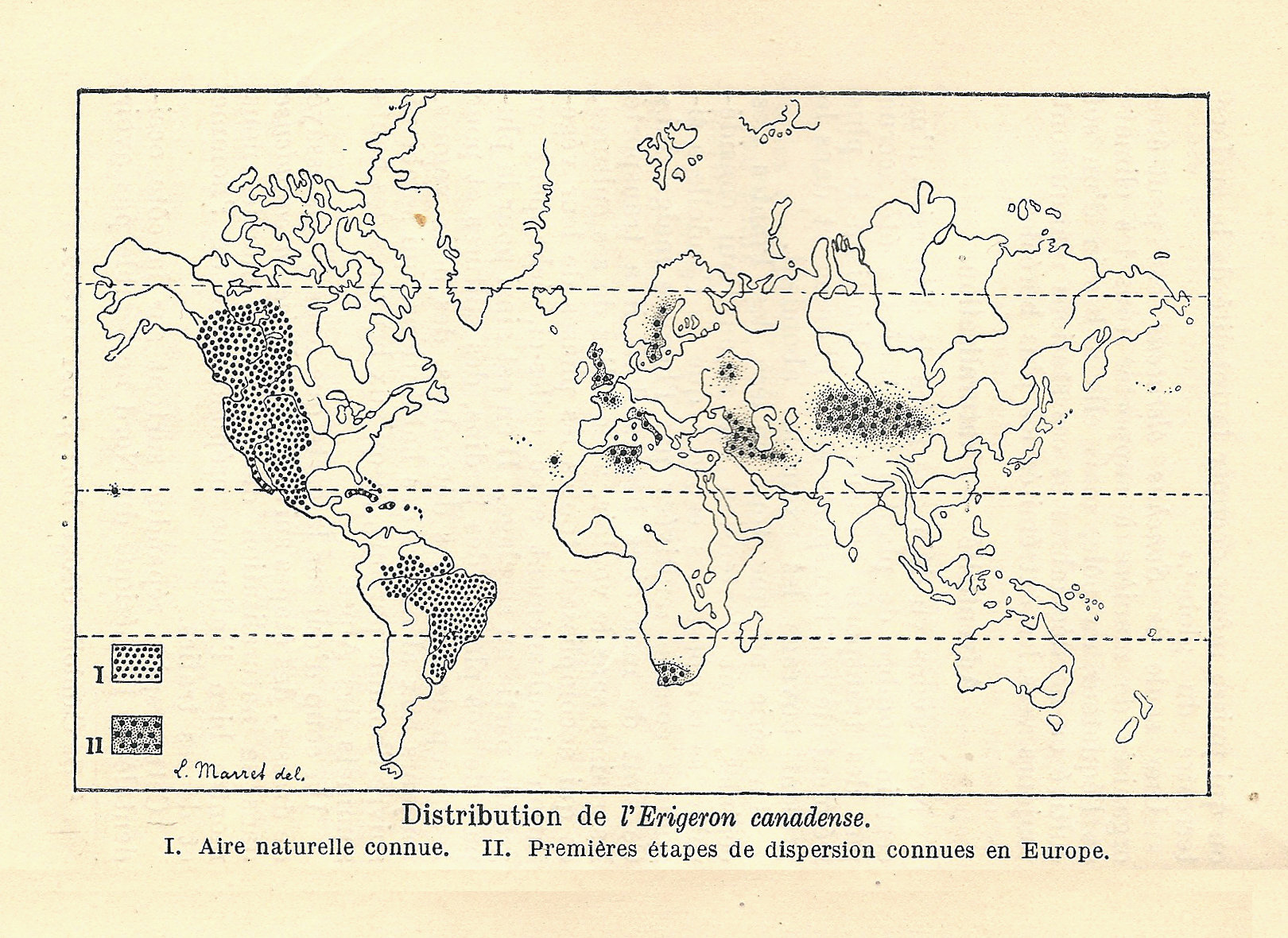
Aire de répartition au début du XXe siècle.

L’aire de distribution d’origine est le Nouveau Monde : Amérique du Nord, Amérique centrale et le Nord de l’Amérique du Sud.
Conyza canadensis a été introduite en Europe, Russie européenne, du Moyen-Orient à l’Inde, Asie centrale, Chine nord-centrale, Vietnam, Cambodge, Australie, Afrique du Nord, Afrique du Sud, Angola.
Conyza canadensis est concurrencée par une autre adventice pionnière Conyza sumatrensis ou Vergerette de Sumatra, originaire d’Amérique du Sud, arrivée plus récemment en Europe que la vergerette du Canada, mais qui connait une expansion est plus rapide notamment en milieu urbain où elle tend à la supplanter.
Les vergerettes de Sumatra et du Canada sont difficiles à distinguer. La vergerette du Canada a sur ses feuilles des poils longs et épars, alors que la vergerette de Sumatra a une pilosité nettement plus dense à la base des feuilles, formées de deux rangées de poils courts et longs.

## Composition chimique
Cette plante contient une résine, des tanins et on en extrait une huile essentielle contenant des terpènes, du citral et du menthène ainsi que des flavonoïdes.

## Utilisations

### Pharmacopée
Pour des usages médicinaux, la vergerette du Canada est actuellement préférée à la vergerette de Sumatra car ses effets sont mieux documentés.
- Partie utilisée (comme pour la vergerette commune) : sommités fleuries
- Propriété : balsamique, antirhumatismal (contre les douleurs ostéo-articulaires)[6], diurétique (prévention des calculs rénaux)[6], antidiarrhéique, cicatrisante et anti-inflammatoire. Elle est aussi utilisée dans le traitement des hémorroïdes.

### Alimentation
Toutes les parties aériennes de la plante sont comestibles, aromatiques (goût légèrement poivré et piquant, évoquant aussi le poivron), crues ou (brièvement) cuites. Son goût et arôme sont proches de ceux de la vergerette de Sumatra.

### Phytoremédiation
Un article publié par Nature en 2021 a montré qu'en cultivant cette plante associée à de l'ail (Allium sativum) on pouvait encore doper sa capacité à bioconcentrer le plomb et le cadmium.

### Feu
Les Cherokees utilisent la tige droite séchée de cette plante comme drille pour produire du feu par friction. Ils l'appellent d'ailleurs atsil'-sûñ`tï, « faiseur de feu ».